# Марушув (Мазовецьке воєводство)
Марушув (пол. Maruszów) — село в Польщі, у гміні Ліпсько Ліпського повіту Мазовецького воєводства.
Населення — 296 осіб (2011).
У 1975-1998 роках село належало до Радомського воєводства.

## Демографія
Демографічна структура станом на 31 березня 2011 року:
|          | Загалом | Допрацездатний вік | Працездатний вік | Постпрацездатний вік |
| -------- | ------- | ------------------ | ---------------- | -------------------- |
| Чоловіки | 153     | 25                 | 112              | 16                   |
| Жінки    | 143     | 24                 | 83               | 36                   |
| Разом    | 296     | 49                 | 195              | 52                   |